# Król Marek
Król Marek, także Marcus (Margh, Mark) Quonimorus – półlegendarny król z Wielkiej Brytanii, bohater średniowiecznej legendy "Tristan i Izolda", wuj lub ojciec Tristana, który był jego najwierniejszym sługą, a także mąż Izoldy Jasnowłosej. Prawdopodobnie władał Kornwalią w połowie VI wieku. 

## Postać historyczna
Jego imię zachowało się na kamieniu nagrobnym w Menabilly (parafia Tywardreath), na którym znajduje się inskrypcja o treści DRUSTANS HIC IACET CUNOMORI FILIUS, co w tłumaczeniu znaczy Tu spoczywa Drustans (Tristan), syn Quonimorusa. Marcusa utożsamia się z królem Dumnonii o celtyckim imieniu Cynmawr (imię to w tłumaczeniu oznacza wielki pies). Mark mógł być królem Dumnonii (Devonu), Cornovii (Kornwalii) lub obu tych krain, połączonych w jedno królestwo.

## W legendzie
Opis jego postaci różni się w poszczególnych wersjach legendy. W wersji Josepha Bédier, zajmującej się jedynie dziejami Tristana i Izoldy, cechuje go dobroć, odwaga i mądrość. 
Natomiast w Le Morte Darthur Thomasa Malorego jest tchórzliwy i zdradziecki. Widać tu, że postacie legend arturiańskich są figurami odgrywającymi pewne problematyczne dla średniowiecznej kultury sytuacje. Główną z nich jest trójkąt: mądry król - jego żona - najwierniejszy rycerz i kochanek królowej, wykorzystywany w Dziejach Tristana i Izoldy Bédiera. W bogatszym dziele Malorego, gdzie Artur i Marek występują obok siebie, rola cnotliwego władcy zarezerwowana jest dla króla Artura. Pojawia się za to odmienny wariant opisywanego trójkąta: zdradziecki i niegodny król - wierny i cnotliwy wasal - królowa. 
Trzecią wersję trójkąta tworzy historia Lamoraka, Morgause i króla Lota.